# Zitsa
Zitsa (gr. Ζίτσα) – miejscowość w Grecji, w administracji zdecentralizowanej Epir-Macedonia Zachodnia, w regionie Epir, w jednostce regionalnej Janina, w gminie Zitsa. W 2011 roku liczyła 613 mieszkańców.
Zitsa jest to także jeden z greckich regionów winiarskich produkujących dużą liczbę różnorodnych gatunków win.